# Algeti
Algeti (georgiska: ალგეთი) är ett vattendrag i den sydöstra delen av Georgien. Algeti mynnar som högerbiflod i Kura (Mtkvari).
Algeti rinner upp på berget Kldekari och flyter genom en klippig dalgång och ut på ett slättland, där den flyter ihop med floden Kura. I Algetidalen ligger Algeti nationalpark.